# Владимировка (Северо-Казахстанская область)
Владимировка (каз. Владимировка) — село в Мамлютском районе Северо-Казахстанской области Казахстана. Входит в состав Андреевского сельского округа. Код КАТО — 595231300.

## География
Находится в 75-ти километрах от районного центра.

## История
Село Владимировское основано в 1895 г. на участке Кос-Томар. В 1905 г. выстроена церковь. В 1898 г. открыта школа.

## Население
В 1999 году население села составляло 336 человек (181 мужчина и 155 женщин). По данным переписи 2009 года, в селе проживало 138 человек (75 мужчин и 63 женщины).